# Заколот на Баунті (фільм, 1935)
«Заколот на Баунті» (англ. Mutiny on the Bounty) — американський історичний кінофільм 1935 року. Був третьою екранізацією історичної події — заколоту на британському судні «Баунті» 28 квітня 1789 року. В основі кінофільму однойменний роман Чарльза Норгоффа і Джеймса Голла. Попри деякі фактологічні неточності, фільм мав надзвичайний успіх і став класикою Голлівуду.

## У ролях
- Кларк Ґейбл — Флетчер Крістіан
- Чарльз Лотон — Вільям Блай
- Дональд Крісп — Томас Беркітт
- Генрі Стевенсон — Джозеф Бенкс
- Девід Торренс — Лорд Гуд

## Сюжет
Сюжет кінофільму був написаний за романом Чарльза Норгоффа і Джеймса Голла «Заколот на Баунті». В основі сюжету повстання на борту британського корабля «Баунті». На відміну від справжніх історичних подій, роман і фільм зосередився на особистих стосунках між капітаном Вільямом Блаєм і його помічником Флетчером Крістіаном, де капітан зображений жорстоким тираном, який своєю поведінкою примусив команду до заколоту. У фільмі присутні декілька інших історичних неточностей: на відміну від фільму, під час заколоту ніхто не загинув.

## Місця зйомок
Французька Полінезія (включно острів Таїті), студія Metro-Goldwyn-Mayer у Калвер-Сіті за адресою 10202 W. Washington Blvd., Монтерейська затока, Монтерейська гавань у місті Монтерей, Вітрильник-ресторан на пірі 42 у Ембаркадеро та гавань Саут-Біч (корабль «Еллен» у фільмі «Баунті») у Сан-Франциско, острови Сан-Мігуел, Санта-Каталіна, протока Санта-Барбара,